# Фрэнкс, Майкл
Майкл Фрэнкс — американский певец и автор песен, считающийся одним из ярчайших представителей музыкального поджанра «тихая буря» («quiet storm»), стилистически восходящего к соулу. Сотрудничал со многими известными артистами, среди которых Патти Остин, Арт Гарфанкел, Бренда Рассел, Клаус Огерман и Дэвид Сэнборн. Его песни были исполняли Гордон Хаскелл, Ширли Бэсси, The Carpenters, Курт Эллинг, Дайана Кралл, Патти Лабель, Лайл Ловетт, The Manhattan Transfer, Лео Сидран, Вероника Нанн, Кармен Макрей, Ринго Старр, Натали Коул и др.

## Биография
Фрэнкс родился и вырос в южной Калифорнии, в семье состоящей из отца Турмана, матери Веры и двух младших сестер. Несмотря на то что никто в его семье не был музыкантом, его родители обожали свинг. На формирование музыкального вкуса юного Фрэнкса сильно повлияли Пегги Ли, Нэт Кинг Коул, Айра Гершвин, Ирвинг Берлин и Джонни Мерсер. В 14 лет Фрэнкс купил свою первую гитару за 29 долларов — японскую Marco Polo. В стоимость покупки были включены шесть частных уроков — эти уроки стали единственным музыкальным образованием, которое он получил.
В университетской школе в Сан-Диего Фрэнкс открыл для себя поэзию Теодора Рётке с её нестандартной рифмовкой и скрытым размером. В старших классах Майкл начал петь фолк-рок, аккомпанируя себе на гитаре.
Фрэнкс изучал английский язык и литературу в Калифорнийском университете в Лос-Анджелесе. В студенческие годы Майкл увлекся творчеством Дейва Брубека, Патти Пейдж, Стэна Гетца, Жоао Жилберто, Антонио Карлоса Жобима и Майлза Дэвиса. В 1966 году он получил степень бакалавра гуманитарных наук в Калифорнийском университете по сравнительному литературоведению, а также степень магистра гуманитарных наук в Университете Орегона в 1968 году. Фрэнкс был ассистентом преподавателя американской литературы в Университете Монреаля, а также преподавал в Калифорнийском университете в Лос-Анджелесе.
Во время преподавания в Калифорнийском университете Фрэнкс написал свои первые песни. Одним из первых произведений молодого музыканта стал антивоенный мюзикл Anthems in E-flat, с только начинающим тогда свою актерскую карьеру Марком Хэмиллом в главной роли. Также к его ранней карьере относится музыка к фильмам «Бойцовский петух» (1974) с Уорреном Оутсом и «Невеста Зэнди» (1974) с Лив Ульманн и Джином Хэкманом.
В 1973 году Сонни Терри и Брауни МакГи записали три его песни, в том числе «White Boy Lost in the Blues» для своего альбома Sonny & Brownie. На этом альбоме Фрэнкс играл на гитаре, банджо и мандолине, а также сопровождал группу в туре в поддержку альбома. В 1973 году он записал свой первый сольный альбом Michael Franks (в 1983 переизданный под названием Previously Unavailable).
В 1976 году Фрэнкс выпустил свой второй альбом The Art of Tea, с которого начались длительные отношения артиста с Warner Bros. Records. В создании The Art of Tea приняли участие Джо Сэмпл, Ларри Карлтон и Уилтон Фелдер из The Crusaders. Альбом принёс Фрэнксу новый хит «Popsicle Toes». Его третий альбом Sleeping Gypsy (1977), в который вошла песня «The Lady Wants to Know», частично был записан в Бразилии. Приблизительно в это же время перкуссионист Рэй Армандо подарил Фрэнксу кабасу, которая стала для него фирменным концертным инструментом — он использует её на сцене в то время, когда не играет на гитаре. Альбом Burchfield Nines (1978), в который входит песня «When the Cookie Jar Is Empty», стал творческим отражением переезда музыканта в Нью-Йорк и в большей степени ориентирован на музыкальные тенденции Восточного побережья.
Его самые известные хиты — «Heart Like An Open Book», «When I Give My Love to You», «Popsicle Toes», «Monkey See, Monkey Do», «Lotus Blossom», «Tiger in the Rain», «Rainy Night in Tokyo», «Tell Me All About It». Его самый крупный успех пришелся на 1983 год, когда хитом стала песня «When Sly Calls (Don’t Touch That Phone)» из альбома Passionfruit. Также крупными хитами стали «Your Secret’s Safe With Me» из альбома Skin Dive 1985 года и «Island Life» из альбома The Camera Never Lies 1987 года.
Майкл Фрэнкс записал свою кавер-версию классической рождественской песни «Christmas Time Is Here» с джазовым пианистом Дэвидом Бенуа, выпущенную в 1996 году на рождественском альбоме Бенуа Remembering Christmas.
В октябре 2000 года Майкл Фрэнкс посетил Москву. Он дал концерт в Государственном Кремлёвском дворце и принял участие в программе Дмитрия Диброва «Антропология».

## Дискография
Студийные альбомы:
| Год  | Альбом                | Лейбл                                                        | Место в общем чарте Billboard US 200 | Место в австралийском чарте Kent Music Report | Место в джазовом чарте Billboard US Jazz |
| ---- | --------------------- | ------------------------------------------------------------ | ------------------------------------ | --------------------------------------------- | ---------------------------------------- |
| 1973 | Michael Franks        | Brut переиздан в 1983 году на DRG как Previously Unavailable | -                                    | -                                             | -                                        |
| 1976 | The Art of Tea        | Reprise                                                      | 131                                  | -                                             | -                                        |
| 1977 | Sleeping Gypsy        | Warner Bros.                                                 | 119                                  | -                                             | -                                        |
| 1978 | Burchfield Nines      | Warner Bros.                                                 | 90                                   | -                                             | -                                        |
| 1979 | Tiger in the Rain     | Warner Bros.                                                 | 68                                   | 65                                            | -                                        |
| 1980 | One Bad Habit         | Warner Bros.                                                 | 83                                   | 76                                            | -                                        |
| 1982 | Objects of Desire     | Warner Bros.                                                 | 45                                   | 95                                            | -                                        |
| 1983 | Passionfruit          | Warner Bros.                                                 | 141                                  | -                                             | -                                        |
| 1985 | Skin Dive             | Warner Bros.                                                 | 137                                  | -                                             | -                                        |
| 1987 | The Camera Never Lies | Warner Bros.                                                 | 147                                  | -                                             | -                                        |
| 1990 | Blue Pacific          | Reprise                                                      | 121                                  | -                                             |                                          |
| 1993 | Dragonfly Summer      | Warner Bros.                                                 | -                                    | -                                             | 19                                       |
| 1995 | Abandoned Garden      | Warner Bros.                                                 | -                                    | -                                             | 4                                        |
| 1999 | Barefoot on the Beach | Windham Hill                                                 | -                                    | -                                             | 9                                        |
| 2003 | Watching the Snow     | Sleeping Gypsy/Rhino переиздан в 2007 году на Koch Records   | -                                    | -                                             | 40                                       |
| 2006 | Rendezvous in Rio     | Koch Records                                                 | -                                    | -                                             | 11                                       |
| 2011 | Time Together         | Shanachie                                                    | -                                    | -                                             | 4                                        |
| 2018 | The Music in My Head  | Shanachie                                                    | -                                    | -                                             | -                                        |

Концертные альбомы:
| Год  | Альбом                             | Лейбл        | Место в австралийском чарте Kent Music Report |
| ---- | ---------------------------------- | ------------ | --------------------------------------------- |
| 1980 | Michael Franks with Crossfire Live | Warner Bros. | 92                                            |

Сборники:
| Год  | Альбом                                        | Лейбл         | Место в джазовом чарте Billboard US Jazz |
| ---- | --------------------------------------------- | ------------- | ---------------------------------------- |
| 1983 | Best Collection 1975—1983                     | Billboard     | -                                        |
| 1988 | Indispensable                                 | Warner Bros.  | -                                        |
| 1998 | The Best of Michael Franks: A Backward Glance | Warner Bros.  | 23                                       |
| 2003 | The Michael Franks Anthology: The Art of Love | Warner Bros.  | -                                        |
| 2004 | Love Songs                                    | Warner Bros.  | -                                        |
| 2012 | Michael Franks: Original Album Series         | Rhino Records | -                                        |
| 2012 | The Dream 1973—2011                           | Warner Bros.  | -                                        |

Синглы:
1975 — «Popsicle Toes» (U.S. Pop #43, U.S. AC #45)
1977 — «The Lady Wants to Know»
1978 — «When the Cookie Jar Is Empty»
1979 — «When It’s Over»
1980 — «On My Way Home to You»
1980 — «One Bad Habit»
1980 — «Baseball»
1982 — «Jealousy»
1982 — «Love Duet» (совместно с Рене Диггсом)
1982 — «Comin’ Home to You»
1983 — «Can’t Seem to Shake This Rock ’n Roll»
1985 — «Your Secret’s Safe with Me» (U.S. AC #4, Canada AC #9)
1985 — «When I Give My Love to You» (совместно с Брендой Расселл)
1985 — «Queen of the Underground»
1985 — «Michael Franks»
1987 — «Island Life»
1987 — «The Camera Never Lies»
1987 — «Doctor Sax» / «Face to Face»
1990 — «The Art of Love» (U.S. R&B #59)
1990 — «Speak to Me» (U.S. R&B #73)
1991 — «Practice Makes Perfect»
1991 — «Woman in the Waves»
1992 — «The Dream» (совместно с Yellowjackets)
1993 — «Soulmate»
1996 — «Christmas Time Is Here» (совместно с Дэвидом Бенуа)
2003 — «Christmas in Kyoto»
2004 — «Smash Up 1»